# 青梅竹馬 (2009年電視劇)
《青梅竹馬》（英語：Happy Together／4 Friends），是中視2009年八點檔電視劇之一，中視無線台首播期間為2009年12月8日至2010年4月9日。

## 概要
該劇為《閃亮的日子》播放完畢後接檔的連續劇，製作人為張曼娜。製作公司為映畫傳播，與民視電視劇《夜市人生》一樣製作公司，但《夜》劇獲得行政院新聞局高畫質電視節目補助。主要演員有郁方、孫鵬、林美秀、林嘉俐、朱陸豪、顏嘉樂、張復健、洪小鈴、林韋君、楊一展、Gino、馬念先、林彥君等人。該劇於10月6日定裝，10月19日開鏡。2009年12月8日開播。2010年1月4日起，播出時間從每週一至週四20:00～22:00改為每週一至週五20:00～22:00。

## 大意
|                        | 好想談戀愛！ |
| ——《青梅竹馬》先發廣告 |              |

該劇劇名「青梅竹馬」分別代表主要演員「何青青」（洪小鈴飾）、「汪若梅」（林韋君飾）、「張凱竹」（楊一展飾）與「馬俊」（Gino飾）四個人的名字。
講述一群一同成長的小孩之間故事，故事背景設定在民國76年後台灣經濟起飛的年代。
- 劇情主軸以凱竹一家為出發點，凱竹時年11歲。第6集起安排至六年後，凱竹時年18歲。第17集開始，進入第三個年齡階段，也就是10年後，凱竹時年28歲。結局時，青梅竹馬挖秘密的時候曾提及經過11年，故時間推算，凱竹29歲。

## 演員陣容

### 何家
| 演員                      | 角色   | 人物簡介、關係 |
| 洪小鈴 （幼年溫喬茵飾演） | 何青青 | 大誠的女兒、美女的繼養女與兒媳、蕭雪兒(蕭文惠)的兒媳 外型清秀，慧黠伶俐，好奇心強且不服輸的個性，讓她無論功課或是玩樂都不落人後，愛表現自己直率豪爽的一面，自認是男生的好哥兒們，卻不知自己是男性頗為心儀的典型。 去教堂跟凱竹結婚，跟碧玲相認。                     |
| 孫鵬                      | 何大誠 | 青青的父親，凱竹的岳父與繼養父身份 ，跟美女結婚。 父代母職的單親帥爸爸，一意要把女兒撫養長大，多年未再娶。年輕時是淡水人人稱的大帥哥，幽默、愛說笑加上溫柔體貼，還曾迷倒過不少人，彩妮，也迷戀過他好一陣子。但因為照顧青青，現在已經穩重鮮少說笑，外貌雖有歲月痕跡。 |
| 林秀玲                    | 詹碧玲 | 大誠的前妻、青青的親生媽媽。 自幼不幸，為別人的養女，後被養父賣到綠燈戶，過著身心靈被摧殘的生活。後得到產後憂慮症，本來被以為已經命喪火窟，但僥倖活了下來。剩下一口氣下去看到青青見面。 得到肺腺癌末期，跟大誠和青青最後一次見面而過世。                             |

### 汪家
| 演員                      | 角色   | 人物簡介、關係 |
| 林韋君 （幼年黎瑄飾演）   | 汪若梅 | 馬俊的青梅竹馬 個清純樸素，心地善良，樂觀進取的若梅，家裡開漫畫店，知道自己排行老大，甘願照顧弟妹，是最能體諒父母立場的貼心小孩…遺傳父親畫畫的天份，常用繪畫抒發自己的心情，在別人眼中是個隨和到沒有個性的女孩。 跟Smart和平分手，與小馬交往後結婚。 |
| 林美秀                    | 羅彩英 | 若梅、若男姊妹的母親 熱心、好打抱不平，直爽，說話大辣辣，是鄰居對彩英的印象，生平三大特點就愛家、愛賭、愛八卦 |
| 巴戈                      | 汪永順 | 若梅、若男姊妹的父親 平凡而經常懷抱著不切實際夢想的中年男子。說話有些瞻前顧後，略具喜感，為「怕太太俱樂部」的標準成員。為彩英的丈夫，育有若梅、若男兩個女兒和萬典這個帶財的小兒子。 經營「汪客來漫畫店」                                             |
| 林彥君 （幼年王祥如飾演） | 汪若男 | 若梅的妹妹、定一的老婆 從小喜歡唱歌表演，人長得又可愛，深得母親彩英的疼愛，直到弟弟萬典出生後，地位大跌，但仍保持的明星夢前進。 |
| 蔡昀佑                    | 汪萬典 | 若梅、若男的弟弟 在美國讀書 |
| 林嘉俐                    | 羅彩妮 | 彩英的妹妹、東寶的老婆 彩妮和彩英在學生時代，是沙鹿兩朵花，彩妮擅做家事，對烹飪和縫紉都很有天份。 |
| 陳慕義                    | 劉東寶 | 彩妮的老公 原來是個軍官，一次放假日原想打發時間到漫畫店喝酸梅汁看雜誌，忽然發現正在整理隔壁桌的彩妮，連隻螞蟻都捨不得殺死，可愛的行徑立刻讓東寶愛上她。                                                                                              |

### 張家
| 演員                      | 角色   | 人物簡介、關係 |
| 楊一展 （幼年李傅剛飾演） | 張凱竹 | 文惠親生的兒子、美女的繼子、以萱同母異父的哥哥、大誠的養繼子與女婿 個性正直、早熟懂事。抗壓性高，面對困難永不放棄，十分執著的男生。 去教堂跟青青結婚。     |
| 郁方                      | 林美女 | 凱竹的繼母，青青的繼母與婆婆身份 富涵豐富生命力的樂觀女子，臉上永遠掛著親切開朗的笑容。無論遇到怎樣的逆境，都用積極樂觀的態度去面對。 跟大誠結婚。         |
| 曾馨嬅                    | 劉金蘭 | 文惠的母親，凱竹的外祖母。 曾為歌仔戲班的小旦，因為扮戲後都要自己煮菜，練就了一身好手藝，年紀大後，她一個人以賣滷味維生。 因為追文惠，發生車禍在醫院過世。 |
| 張復健                    | 林德生 | 美女的父親。 公職人員退休，和妻子只育了一女，名為美女，從小就視美女為掌上明珠。                                                                            |
| 屈中恆                    | 張英雄 | 凱竹的父親。 救難隊員，溺水而死。 |

### 馬家
| 演員                      | 角色   | 人物簡介、關係 |
| 蔡東威 （幼年陳柏年飾演） | 馬俊   | 若梅的青梅竹馬、耀祖和靜芸的兒子 個性豪放不羈，人靈嘴甜，除了唸書，吃喝玩樂樣樣精通。喜歡耍酷，常周旋在許多異性朋友之間，不亦樂乎。父親在東南亞經商，由母親一路栽培他，因而學會不少才藝，如：小提琴、英文、日文、國際禮儀…讓他在未來有機會在職場。 十年之後與若梅交往後結婚。 |
| 顏嘉樂                    | 徐靜芸 | 馬俊的母親 千金小姐出身，嫁給耀祖後，一直過著持家教子的生活。 被蕭雪兒氣到而車禍過世。 |
| 朱陸豪                    | 馬耀祖 | 馬俊的父親 貿易商，在南洋有一間建材工廠。 逃到美國。 |

### 趙家
| 演員                      | 角色   | 人物簡介、關係 |
| 馬念先 （幼年魏仕昇飾演） | 趙定一 | 麗瑰的兒子，若男的老公。 大家叫他一定罩、不過功課和追女生都不太罩 與若男結婚                                                          |
| 范瑞君                    | 顏麗瑰 | 定一的母親，也是青梅竹馬小時候五六年級的級任老師。 常被同學拿她名字開玩笑，叫她嚴厲的烏龜，（或又嚴厲又龜毛），是個盡責公正的好老師。 |

### 黃家
| 演員   | 角色            | 人物簡介、關係 |
| 王天予 | 黃以萱          | 若男的學姊、凱竹同母異父的妹妹。 才藝過人，擅長表演舞蹈，常為學校學期製作舞台劇的女主角。從小因為樣貌和功課各方面成績都亮眼而遭到同性間的排擠，讓她成為一位看似冷漠內心獨立的美女。 住美國。 |
| 郭昱晴 | 蕭雪兒 (蕭文惠) | 凱竹和以萱的母親、英雄前妻、震東現任妻子、青青的親婆婆 打扮新潮脫俗，看似雍容華貴且能力一流，精通多國語言，走在時尚尖端的貴婦。 東皇建設的總經理                                             |
| 黃仲崑 | 黃震東          | 雪兒丈夫、靜芸大學時代的男朋友 本就出身富貴人家，是個在商言商卻講道理的大公司老闆。 東皇建設的董事長                                                                                         |

### 其他角色
| 演員   | 角色            | 人物簡介、關係 |
| 李運慶 | 曾聰明 (Smart)  | 可歆學生時代的男友、凱竹的大學校友。 品築建築師事務所前經理、東皇建設的總監。 人如其名，是個外表就顯露出聰明，與生意頭腦的帥氣輕熟男。 跟若梅分手之後開始重新彌補可歆。 |
| 林利霏 | 唐可歆          | Smart學生時代的女友、凱竹的大學校友 |
| 迷你彬 | 唐澤安 (小安安) | 4歲，Smart和可歆的兒子。 在不小心懷孕的狀況下決心把孩子生下撫養長大。 是個自閉症小孩。姓氏當母姓                                                                        |
| 路斯明 | 詹姆斯 (白文帥) | 彩英、麗瑰、文惠的瑜珈老師 人如其名，外貌乾淨，斯文帥氣，最後捲款而逃。                                                                                                 |

### 客串演員
| 演員   | 角色       | 人物簡介、關係                                                       |
| 高靖榕 | 王怡茜     | 青梅竹馬成年不同班同學，是馬俊交往的女友。                           |
|        | 周慧敏     | 青梅竹馬成年不同班同學，經常因馬俊跟怡茜的問題來青梅竹馬班上。       |
| 方大緯 | 陳秘書     | 東皇建設公司總經理秘書                                               |
| 游詩璟 | 小真       | I女生雜誌社/青青的同事                                               |
| 陳宏宜 | 大雄       | I女生雜誌社/青青的同事                                               |
| 喬紹恆 | 布希       | 品築建築師事務所/凱竹的同事。                                        |
| 何安蒔 | 亞亞       | 品築建築師事務所/凱竹的同事。                                        |
| 林逸君 | 學姐       | I女生雜誌社總編輯                                                    |
| 周裕謙 | 老總       | I女生雜誌社總經理                                                    |
| 趙舜   | 餐廳經理   | 定一在餐廳駐唱的經理。                                               |
| 梁文音 | 服務生     | 一位熱心的服務生。(第10、11集客串)                                   |
| 梅賢治 | 婦產科醫師 | 婦產科診所的醫師。認定自己懷孕的彩妮和東寶到婦產科產檢。(第27集客串) |
| 莊心輔 | 邱醫師     | 精神科醫師。(第52、54集客串)                                         |
| 邱秀敏 | 邱罔市     | Smart之母。(第56-57、72-78集客串)                                    |
| 蘇鈺晴 | 小慧       | 小安安保姆。(第61、66、69、76集客串)                                 |
| 羅凱爾 | 小王       | 雜誌社大樓管理員。(第69、70、73集客串)                               |
| 柳廣輝 | 檢驗師     | 檢驗所驗DNA的檢驗師。(第71集客串)                                    |

## 工作人員
- 製作人：張曼娜
- 導演：蔡東文、余蒨蒨、楊冠玉、柳廣輝（外景導演）
- 製作：映畫傳播
- 監製：中國電視公司

## 主題曲
- 片頭曲：〈青梅竹馬〉(1-78集)
作詞：周治平，作曲：周治平，演唱：周治平
- 片尾曲：〈三個願望〉(1-43集)
作詞：姚若龍，作曲：陳小霞，演唱：梁文音
- 片尾曲：〈Happy Birthday 賣滴兒〉(44-78集)
作詞：薛仕凌、張懷秋，作曲：李治逸，演唱：大嘴巴
- 插曲：
  - 〈年輕不要留白〉

作詞：陳婷，作曲：陳美威，演唱：城市少女
  - 〈獨角戲〉

作詞：許常德，作曲：季中平，演唱：許茹芸
  - 〈萍聚〉

作詞：嚕啦啦，作曲：嚕啦啦，演唱：李翊君
  - 〈忘不了〉

作詞：童安格，作曲：童安格，演唱：童安格
  - 〈明天你是否依然愛我〉

作詞：楊立德，作曲：童安格，演唱：童安格
  - 〈奶與蜜之地〉

作詞：阿弟仔，作曲：鄭勝元，演唱：梁文音
  - 〈寫一首情歌給我〉

作詞：馬念先，作曲：馬念先，演唱：馬念先
  - 〈在電視上看到你〉

作詞：馬念先，作曲：馬念先，演唱：馬念先
  - 〈和你巧遇在這你〉

作詞：蔡坤先，作曲：馬念先，演唱：馬念先
  - 〈幸福的味道〉

作詞：蔡坤奇，作曲：馬念先，演唱：馬念先
  - 〈原來的我〉

作詞：呂承明，作曲：飛鳥涼，演唱：齊秦
  - 〈大約在冬季〉

作詞：齊秦，作曲：齊秦，演唱：齊秦